# Kenny "Dope" Gonzalez

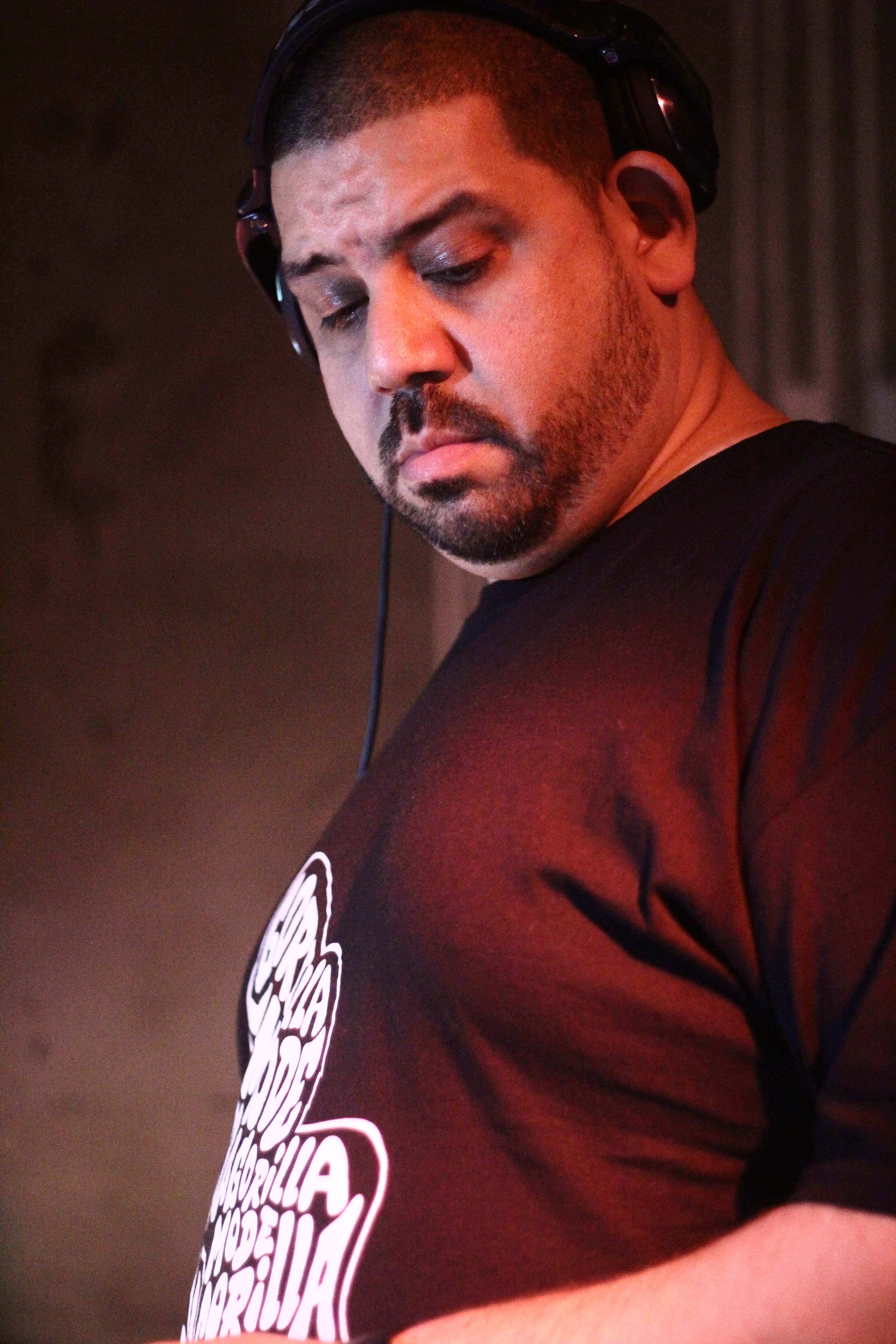

Kenny "Dope" Gonzalez, geboren als Carl Kenneth Gonzalez (Brooklyn, 7 juni 1970), is een Amerikaanse diskjockey en muziekproducent.

## Biografie
Gonzalez is de zoon van Puertoricaanse immigranten. In het begin werkte hij als inkoper voor een platenzaak in Brooklyn en organiseerde hij samen met Mike Delgado feesten in hun buurt. Toen deze echter uit de hand liepen, concentreerde hij zich meer op het werk in de opnamestudio. Todd Terry hielp hem bij de inrichting van de studio en bracht hem ook samen met Little Louie Vega. Samen zijn ze sinds 1990 als remixers/producenten succesvol onder de naam Masters at Work.
Daarnaast bracht Gonzalez ook steeds weer solo-opnamen uit en startte hij projecten, waaronder het succesvolle The Bucketheads. Midden jaren 1990 nam hij onder deze naam spontaan The Dungeon Tapes op als antwoord op de commerciële eurodance-stijl. Daarin mengde hij oudere klassiekers tot nieuwe dancesongs. De song The Bomb (These Sounds Fall into My Mind) werd als eerste single uitgebracht en ontwikkelde zich pas in het Verenigd Koninkrijk en daarna in de rest van Europa tot een grote hit. Ook in de Verenigde Staten, waar het nummer eerst een B-kant was, veroverde het ook de hitlijsten en plaatste het zich als nummer 1-hit in de dancehitlijst. Voor de single gebruikte hij de blazersintro uit de song Street Player van de band Chicago, hetgeen hem tussentijds een auteursrechtszaak en een compensatiebetaling van 30.000 dollar opleverde. Een tweede hit van het project was Got Myself Together, eveneens een koploper van de dancehitlijst.
Verdere namen, waaronder Gonzalez had uitgebracht, zijn K-Dope, House Brigade, House Syndicate, Power House, The Swing Kids en The Untouchables. Alleen en samen met Vega bracht hij over de jaren talloze remixen en producties uit, die hem ook drie Grammy Award-nominaties opleverden. Solo werkte hij onder andere voor BeBe Winans, Patti Austin, Jody Watley, George Benson en Shirley Bassey.

## Discografie

### Singles
The Bucketheads
- 1994: Whew
- 1994: The Bomb! (These Sounds Fall into My Mind)
- 1995: The Dungeon Tapes (ep)
- 1995: Come and Be Gone
- 1995: Time and Space (Remix)
- 1995: Got Myself Together
- 1996: Little Louie Bonus
- 1996: Bucketheads Outro & the Bomb! (These Sounds Fall into My Mind)
- 1999: The Bomb (World Mix)
- 2002: The Bomb! (These Sounds Fall into My Mind) (Armand Van Helden re-edit) (remix: Armand Van Helden)

### Albums
- 1992: The Unreleased Project
- 1993: Dope Beats Volume 1
- 1994: Dope Beats Volume 2
- 1995: Dope Beats Volume 3
- 1995: Dope Beats Volume 4
- 1995: All in the Mind (Kenny 'Dope' presents the Bucketheads)
- 2006: Kenny Dope Presents Black Roots

### Compilaties
- 1994: Another Classic Dance Tracks Compilation (Todd, 'Little' Louie en Kenny 'Dope')
- 1995: Nervous Hip Hop – Continuous Mix
- 1995: The Best of Dope Wax Records – „The Dope Stuff“
- 2003: Kenny Dope – In The House (2 cd's van de In The House – serie van het label Defected)
- 2003: Supa-Dope Classics Volume 1 (2 cd's)
- 2004: Life:Styles (samengesteld door Kenny 'Dope')
- 2005: Supa-Dope Classics Volume 2
- 2008: Present Kay-Dee Volume 2 (met Keb Darge)
- 2009: Dopebrother: Studio A (met The Undercover Brother)
- 2009: Dope Jams (The Kenny Dope Edits) (6 mp3-files)
- 2010: House Masters